# Afrikanerbond (Kulturorganisation)
Der Afrikanerbond (AB) ist eine Organisation von Afrikaanssprachigen Südafrikanern. Er trat 1994 die Nachfolge des Afrikaner Broederbonds an. Im Gegensatz zu seiner Vorgängerorganisation ist die Mitgliedschaft keinen Beschränkungen unterworfen, sondern für jede Person ab 18 Jahren offen, die sich mit den Afrikaanern identifiziert und Afrikaans spricht. Bewerber müssen aber vor ihrer Aufnahme ein Auswahlverfahren durchlaufen. 2007 zählte der AB rund 7000 Mitglieder.
Staatspräsident Cyril Ramaphosa besuchte im Juni 2018 die Feiern des Afrikanerbonds zur 100. Wiederkehr der Gründung des Afrikaner Broederbonds in Paarl.

## Vorsitzende
| Name               | von       | bis  |
| ------------------ | --------- | ---- |
| T. L. de Beer      | 1994      | 2000 |
| F. Venter          | 2000      | 2004 |
| D. S. van Garderen | 2004      | 2007 |
| Pierre F. Theron   | 2007      | 2010 |
| P. J. Vorster      | 2010      | 2014 |
| Jaco G. Schoeman   | seit 2014 |      |

## Sonstiges
- Der Afrikanerbond war auch eine von 1880 bis 1911 existierende Partei der Buren.